# Дементьєв Олександр Анатолійович
Олекса́ндр Анато́лійович Деме́нтьєв (1976—2023) — солдат збройних сил України, учасник російсько-української війни.

## Життєпис
Народився 5 жовтня 1976 року в Ковелі. 
Строкову службу проходив у 1994—1996 роках у Криму.
У вересні 2023 року призваний на військову службу за мобілізацією.
Загинув 19 жовтня 2023 року в Куп'янському районі на Харківщині.

## Нагороди та вшанування
- Орден «За мужність» III ступеня[2].
- Почесний громадянин Ковеля.